# Ascoli Calcio 1898 1996-1997
Questa pagina raccoglie le informazioni riguardanti l'Ascoli Calcio 1898 nelle competizioni ufficiali della stagione 1996-1997.

## Rosa
La rosa è costituita da 28 giocatori.
| N. |                   | Ruolo | Calciatore          |
| -- | ----------------- | ----- | ------------------- |
|    | Italia (bandiera) | C     | Maurizio Cammarieri |
|    | Italia (bandiera) |       | Castelli            |
|    | Italia (bandiera) | C     | Marco Chirico       |
|    | Italia (bandiera) |       | D'Amelia            |
|    | Italia (bandiera) | A     | Antonio Di Meo      |
|    | Italia (bandiera) | C     | David Fiorentini    |
|    | Italia (bandiera) | D     | Stefano Fontana     |
|    | Italia (bandiera) | C     | Giorgio La Vista    |
|    | Italia (bandiera) | A     | Roberto Manca       |
|    | Italia (bandiera) | C     | Manolo Manoni       |
|    | Italia (bandiera) | P     | Roberto Menghini    |
|    | Italia (bandiera) | C     | Manuel Milana       |
|    | Italia (bandiera) | C     | Luca Minopoli       |
|    | Italia (bandiera) | C     | Stefano Mobili      |

| N. |                   | Ruolo | Calciatore        |
| -- | ----------------- | ----- | ----------------- |
|    | Italia (bandiera) | P     | Francesco Musarra |
|    | Italia (bandiera) | D     | Giovanni Orfei    |
|    | Italia (bandiera) | D     | Marco Piccioni    |
|    | Italia (bandiera) | A     | Stefano Pompini   |
|    | Italia (bandiera) | A     | Antonio Rizzolo   |
|    | Italia (bandiera) | C     | Roberto Romualdi  |
|    | Italia (bandiera) | D     | Dario Rossi       |
|    | Italia (bandiera) | C     | Paolo Sacchetti   |
|    | Italia (bandiera) | C     | Mauro Salvagno    |
|    | Italia (bandiera) | D     | Massimo Savio     |
|    | Italia (bandiera) | D     | Simone Schicchi   |
|    | Italia (bandiera) | D     | Andrea Sussi      |
|    | Italia (bandiera) | C     | Enzo Tasso        |
|    | Italia (bandiera) | D     | William Viali     |

## Risultati

### Campionato

#### Girone di andata
| 1º settembre 1996 1ª giornata | Ascoli | 2 – 0 | Ischia Isolaverde |  |

| 8 settembre 1996 2ª giornata | Savoia | 1 – 0 | Ascoli |  |

| 15 settembre 1996 3ª giornata | Ascoli | 4 – 1 | Trapani |  |

| 22 settembre 1996 4ª giornata | Acireale | 0 – 0 | Ascoli |  |

| 29 settembre 1996 5ª giornata | Ascoli | 0 – 2 | Giulianova |  |

| 6 ottobre 1996 6ª giornata | Casarano | 3 – 1 | Ascoli |  |

| 20 ottobre 1996 7ª giornata | Ascoli | 2 – 1 | Atletico Catania |  |

| 27 ottobre 1996 8ª giornata | Gualdo | 2 – 2 | Ascoli |  |

| 3 novembre 1996 9ª giornata | Ascoli | 0 – 0 | Avezzano |  |

| 10 novembre 1996 10ª giornata | Nocerina | 1 – 0 | Ascoli |  |

| 24 novembre 1996 11ª giornata | Ascoli | 2 – 2 | Fermana |  |

| 1º dicembre 1996 12ª giornata | Juve Stabia | 2 – 3 | Ascoli |  |

| 8 dicembre 1996 13ª giornata | Ascoli | 2 – 0 | Sora |  |

| 15 dicembre 1996 14ª giornata | Ascoli | 0 – 0 | Ancona |  |

| 21 dicembre 1996 15ª giornata | Lodigiani | 3 – 0 | Ascoli |  |

| 15 gennaio 1997 16ª giornata | Ascoli | 1 – 0 | Avellino |  |

| 12 gennaio 1997 17ª giornata | Fidelis Andria | 2 – 0 | Ascoli |  |

#### Girone di ritorno
| 19 gennaio 1997 18ª giornata | Ischia Isolaverde | 1 – 1 | Ascoli |  |

| 26 gennaio 1997 19ª giornata | Ascoli | 1 – 0 | Savoia |  |

| 2 febbraio 1997 20ª giornata | Trapani | 1 – 1 | Ascoli |  |

| 9 febbraio 1997 21ª giornata | Ascoli | 0 – 1 | Acireale |  |

| 16 febbraio 1997 22ª giornata | Giulianova | 3 – 2 | Ascoli |  |

| 23 febbraio 1997 23ª giornata | Ascoli | 1 – 1 | Casarano |  |

| 2 marzo 1997 24ª giornata | Atletico Catania | 1 – 0 | Ascoli |  |

| 9 marzo 1997 25ª giornata | Ascoli | 1 – 1 | Gualdo |  |

| 16 marzo 1997 26ª giornata | Avezzano | 1 – 3 | Ascoli |  |

| 29 marzo 1997 27ª giornata | Ascoli | 0 – 0 | Nocerina |  |

| 6 aprile 1997 28ª giornata | Fermana | 2 – 2 | Ascoli |  |

| 13 aprile 1997 29ª giornata | Ascoli | 1 – 0 | Juve Stabia |  |

| 20 aprile 1997 30ª giornata | Sora | 2 – 1 | Ascoli |  |

| 27 aprile 1997 31ª giornata | Ancona | 1 – 1 | Ascoli |  |

| 4 maggio 1997 32ª giornata | Ascoli | 2 – 2 | Lodigiani |  |

| 11 maggio 1997 33ª giornata | Avellino | 4 – 1 | Ascoli |  |

| 18 maggio 1997 34ª giornata | Ascoli | 1 – 0 | Fidelis Andria |  |

## Statistiche

### Statistiche di squadra
| Competizione         | Punti | In casa | In casa | In casa | In casa | In casa | In casa | In trasferta | In trasferta | In trasferta | In trasferta | In trasferta | In trasferta | Totale | Totale | Totale | Totale | Totale | Totale | DR |
| Competizione         | Punti | G       | V       | N       | P       | Gf      | Gs      | G            | V            | N            | P            | Gf           | Gs           | G      | V      | N      | P      | Gf     | Gs     | DR |
| -------------------- | ----- | ------- | ------- | ------- | ------- | ------- | ------- | ------------ | ------------ | ------------ | ------------ | ------------ | ------------ | ------ | ------ | ------ | ------ | ------ | ------ | -- |
| Serie C1             | 43    | 17      | 8       | 7       | 2       | 20      | 11      | 17           | 2            | 6            | 9            | 18           | 30           | 34     | 10     | 13     | 11     | 38     | 41     | -3 |
| Coppa Italia         |       | 1       | 0       | 0       | 1       | 1       | 2       | -            | -            | -            | -            | -            | -            | 1      | 0      | 0      | 1      | 1      | 2      | -1 |
| Coppa Italia Serie C |       | 1       | 0       | 0       | 1       | 0       | 4       | 1            | 1            | 0            | 0            | 1            | 0            | 2      | 1      | 0      | 1      | 1      | 4      | -3 |
| Totale               |       | 19      | 8       | 7       | 4       | 21      | 17      | 18           | 3            | 6            | 9            | 19           | 30           | 37     | 11     | 13     | 13     | 40     | 47     | -7 |

### Statistiche dei giocatori
| Giocatore     | Serie C1 | Serie C1 | Coppa Italia | Coppa Italia | Totale   | Totale |
| Giocatore     | Presenze | Reti     | Presenze     | Reti         | Presenze | Reti   |
| ------------- | -------- | -------- | ------------ | ------------ | -------- | ------ |
| M. Cammarieri | 24       | 3        | 1            | -            | 25       | 3      |
| M. Castelli   | 5        | -        | -            | -            | 5        | -      |
| M. Chirico    | 15       | -        | -            | -            | 15       | -      |
| D. D'Amelia   | 1        | -        | -            | -            | 1        | -      |
| A. Di Meo     | 14       | 1        | -            | -            | 14       | 1      |
| D. Fiorentini | 28       | 1        | 1            | -            | 29       | 1      |
| S. Fontana    | 28       | -        | 1            | -            | 29       | -      |
| G. La Vista   | 1        | -        | -            | -            | 1        | -      |
| R. Manca      | 30       | 5        | 1            | -            | 31       | 5      |
| M. Manoni     | 5        | -        | -            | -            | 5        | -      |
| R. Menghini   | 17       | -22      | 1            | -2           | 18       | -24    |
| M. Milana     | 11       | -        | 1            | -            | 12       | -      |
| L. Minopoli   | 1        | -        | -            | -            | 1        | -      |
| S. Mobili     | 27       | 5        | 1            | -            | 28       | 5      |
| F. Musarra    | 17       | -19      | -            | -            | 17       | -19    |
| G. Orfei      | 17       | -        | -            | -            | 17       | -      |
| M. Piccioni   | 17       | -        | -            | -            | 17       | -      |
| S. Pompini    | 26       | 11       | 1            | -            | 27       | 11     |
| A. Rizzolo    | 27       | 7        | 1            | -            | 28       | 7      |
| R. Romualdi   | 20       | -        | -            | -            | 20       | -      |
| D. Rossi      | 5        | -        | 1            | -            | 6        | -      |
| P. Sacchetti  | 31       | 1        | -            | -            | 31       | 1      |
| M. Salvagno   | 19       | -        | 1            | -            | 20       | -      |
| M. Savio      | 11       | -        | 1            | -            | 12       | -      |
| S. Schicchi   | 3        | -        | -            | -            | 3        | -      |
| A. Sussi      | 25       | 1        | -            | -            | 25       | 1      |
| E. Tasso      | 15       | -        | -            | -            | 15       | -      |
| W. Viali      | 28       | 2        | 1            | -            | 29       | 2      |